# (48779) Mariko
(48779) Mariko est un astéroïde de la ceinture principale.

## Description
(48779) Mariko est un astéroïde de la ceinture principale. Il fut découvert le 1er septembre 1997 à Yatsuka (en) par Hiroshi Abe. Il présente une orbite caractérisée par un demi-grand axe de 2,69 UA, une excentricité de 0,09 et une inclinaison de 1,4° par rapport à l'écliptique.